# BP (고고학)
현재 이전(Before Present, BP) 또는 "현재 이전 년(years before present, YBP)"은 고고학, 지질학 및 기타 과학 분야에서 주로 사용되는 시간 척도로, 1950년대에 실용적인 방사성 탄소 연대 측정이 시작된 시점을 기준으로 사건이 발생한 시기를 지정한다. "현재" 시점이 계속 변하기 때문에, 표준적인 관행은 1950년 1월 1일을 연대 척도의 시작 날짜(원점)로 사용하며, 1950년을 "표준 연도"로 지정한다. "BP"라는 약어는 소급하여 "물리학 이전(Before Physics)"으로 해석되기도 하는데, 이는 핵실험이 대기 중 탄소 동위 원소의 비율을 인위적으로 변화시키기 이전의 시점을 의미한다. 과학자들은 이 연도 이후의 기원 날짜에 대해 방사성 탄소 연대 측정을 사용할 때 이러한 변화를 고려해야 한다.
항상 지켜지는 것은 아니지만, 많은 자료에서는 BP 날짜를 방사성 탄소 연대 측정으로 생성된 날짜로 한정하여 사용한다. 대안 표기법인 "RCYBP"는 "현재 이전 방사성 탄소 연도"를 명확히 나타낸다.

## 사용법
BP 척도는 때때로 층서학과 같이 방사성 탄소 연대 측정 이외의 방법으로 확립된 날짜에도 사용된다. 이 사용법은 반 데르 플리흐트(van der Plicht)와 호그(Hogg)의 권고와 사분기 과학 리뷰(Quaternary Science Reviews)에서 따른 권고와는 다르다. 이 두 권고에서는 출판물에서 단위 "a" ("annum", 라틴어로 "년"을 의미)를 사용하고 "BP" 용어는 방사성 탄소 추정치에만 사용할 것을 요청했다.
일부 고고학자는 이 시대의 보정되지 않은 날짜에 대해 소문자 bp, bc, ad를 용어로 사용한다.
코펜하겐 대학교의 빙하 및 기후 센터는 대신 모호하지 않은 "b2k"(2000 AD 이전 연도)를 사용하며, 종종 그린란드 빙하 코어 연대기 2005(GICC05) 시간 척도와 함께 사용한다.
YBP 연대 형식을 사용하는 일부 저자는 1950년 이후의 연도를 나타내기 위해 "YAP"("현재 이후 연도")를 사용하기도 한다.

### SI 접두어
SI 접두사 승수는 더 긴 시간 단위를 표현하는 데 사용될 수 있다. 예를 들어, ka BP (천 년 BP), Ma BP (백만 년 BP), 기타 다수 접두어 등을 사용할 수 있다.

## 방사성 탄소 연대 측정
방사성 탄소 연대 측정은 1949년에 처음 사용되었다. 1954년부터 계량학자는 방사성 탄소 연대 측정에 사용하기 위해 1950년을 BP 척도의 기준 연도로 설정했으며, 1950년을 기준으로 옥살산 참조 샘플을 사용했다. 과학자 A. 커리 로이드(A. Currie Lloyd)에 따르면 다음과 같다.
이 문제는 1950년대 후반 국제 방사성 탄소 학계가 미국 국립표준국과 협력하여 해결했다. 상당량의 현대 옥살산 이수화물이 NBS 표준 참조 물질(SRM) 4990B로 준비되었다. 그 14C 농도는 자연 수준으로 믿어지는 것보다 약 5% 높았으므로, 방사성 탄소 연대 측정의 표준은 이 물질의 14C 농도의 0.95배로 정의되었으며, −19 퍼밀(PDB)의 13C 참조 값에 맞춰 조정되었다. 이 값은 AD 1950을 기준으로 "현대 탄소"로 정의된다. 방사성 탄소 측정값은 이 현대 탄소 값과 비교하여 "현대 탄소 분율"(fM)로 표현된다. "방사성 탄소 연대"는 fM을 사용하여 지수 붕괴 관계와 "리비 반감기" 5568a로 계산된다. 연대는 "현재 이전 연도"(BP)로 표현되며 "현재"는 AD 1950으로 정의된다.

1950년이 선택된 이유는 당시의 표준 기원이었기 때문이다. 또한 1949년 12월 첫 방사성 탄소 연대 측정값이 발표된 시기이기도 하며, 1950년은 대규모 대기 핵실험 이전에 해당하는데, 이 핵실험으로 인해 탄소-14와 탄소-12의 전 지구적 비율이 변경되었다.

## 방사성 탄소 보정
방사성 탄소 연대 측정을 통해 결정된 날짜는 두 가지 종류가 있다. 각각 보정되지 않은(리비 또는 원시라고도 함) 날짜와 보정된(케임브리지라고도 함) 날짜이다. 보정되지 않은 방사성 탄소 날짜는 역년과 동일하지 않으므로 "보정되지 않은 BP 연도"로 명확하게 표시해야 한다. 이는 대기 중 방사성 탄소(탄소-14 또는 14C) 수준이 방사성 탄소 연대 측정이 가능한 시간 범위 동안 엄격하게 일정하지 않았기 때문이다. 보정되지 않은 방사성 탄소 연대는 연륜연대학(나무 성장 고리 기반 연대 측정) 및 층서학(흙 또는 퇴적암의 퇴적층 기반 연대 측정)과 같은 다른 방법을 통해 독립적으로 연대 측정된 샘플의 원시 방사성 탄소 날짜 비교를 기반으로 하는 보정 곡선을 통해 역년으로 변환될 수 있다. 이러한 보정된 날짜는 cal BP로 표현되며, 여기서 "cal"은 1950년 이전의 "보정된 연도" 또는 "역년"을 나타낸다.
많은 학술 및 과학 저널은 출판된 보정 결과에 해당 연구실의 이름(표준 코드가 사용됨)과 신뢰 수준 등 기타 정보를 첨부하도록 요구하는데, 이는 다른 연구실에서 사용하는 방법과 보정 방법의 차이 때문이다.

## 변환
그레고리력 연도를 BP 연도로 변환하는 방법은 1950년 1월 1일 그레고리력의 기원 (연대)부터 시작하여 그 그레고리력 날짜로부터 과거로 갈수록 BP 연도 수를 증가시키는 것이다.
예를 들어, 1000 BP는 950 AD에 해당하고, 1949 BP는 1 AD에 해당하며, 1950 BP는 1 BC에, 2000 BP는 51 BC에 해당한다.
| 그레고리력 연도 | BP 연도  | 사건 |
| --------------- | -------- | --- |
| 기원전 9701년   | 11650 BP | 플라이스토세의 종말과 홀로세의 시작 |
| 기원전 4714년   | 6663 BP  | 율리우스일 체계의 기원. 율리우스일 0은 역산 율리우스력의 기원전 4713년 1월 1일 그리니치 정오, 즉 역산 그레고리력의 기원전 4714년 11월 24일에 시작된다.:10 |
| 기원전 2251년   | 4200 BP  | 홀로세 시대의 세 단계 중 현재 가장 최근의 단계인 메갈라야절의 시작.                                                                                       |
| 기원전 45년     | 1994 BP  | 율리우스력의 도입 |
| 기원전 1년      | 1950 BP  | ISO 8601의 0년 |
| 1년             | 1949 BP  | 디오니시우스 엑시구스의 강생 추정치로부터 공통 기원과 서력 기원의 시작                                                                                    |
| 1582            | 368 BP   | 그레고리력의 도입:47 |
| 1950            | 0000 AP  | 현재 이전 연대 체계의 기원:190 |
| 2025            | 0075 AP  | 현재 연도 |

## 같이 보기
- 인류세